# Ceragenia insulana
Ceragenia insulana là một loài bọ cánh cứng trong họ Cerambycidae.